# NGC 6616
NGC 6616 (другие обозначения — UGC 11192, MCG 4-43-22, ZWG 142.36, IRAS18155+2213, PGC 61693) — галактика в созвездии Геркулес.
Этот объект входит в число перечисленных в оригинальной редакции «Нового общего каталога».
В галактике вспыхнула сверхновая SN 2002dk типа Ia, её пиковая видимая звездная величина составила 18,0.